# Canadian Mounties vs. Atomic Invaders
Canadian Mounties vs Atomic Invaders é um seriado estadunidense de 1953, gênero espionagem, dirigido porFranklin Adreon, em 12 capítulos, estrelado por William Henry e Susan Morrow. Foi produzido e distribuído pela Republic Pictures, e veiculou nos cinemas estadunidenses a partir de 8 de julho de 1953.
Foi o 62º entre os 66 seriados produzidos pela Republic e, apesar do título, não é um seriado de ficção científica, mas de espionagem, envolvendo bases secretas e planos de invasão aos Estados Unidos.
Canadian Mounties vs Atomic Invaders foi um dos 26 seriados da Republic relançados como filme de televisão em 1966, com o título mudado para Missile Base at Taniak.

## Sinopse
Uma potência estrangeira, que é representada por seu agente Marlof, faz tentativas de criar bases de mísseis secretos no Canadá para atingir os Estados Unidos em uma invasão planejada. Enquanto isso, atuando no esmagamento de uma rede de espionagem em Montreal, os oficiais integrantes da Polícia Montada Don Roberts e Kay Conway, seguem disfarçados em uma festa de assentamento  em direção ao Yukon. Marlof também tem agentes, Beck e Reed, que seguem na mesma festa em direção à base de mísseis.

## Elenco
- Bill Henry (William Henry) … Don Roberts, Sargento da Polícia Montada
- Susan Morrow … Kay Conway
- Arthur Space … Marlof
- Dale Van Sickel … Beck
- Mike Ragan … Reed
- Pierre Watkin … Morrison
- Stanley Andrews … Anderson
- Edmund Cobb … Warner
- Jean Wright … Betty Warner
- Fred Graham … Mason
- Hank Patterson … Jed Larson
- Gayle Kellogg … Guy Sanders
- Harry Lauter … Clark
- Tom Steele … Mac
- Bob Reeves ... Atendente do bar (não creditado)[6]

## Produção
Canadian Mounties vs. Atomic Invaders foi orçado em $172,795, porém seu custo final foi $167,669, e foi o mais barato e econômico seriado da Republic em 1953.
Em 1953 a Republic lançou apenas dois seriados originais, este e Jungle Drums of Africa, mas conforme era costume do estúdio, houve o relançamento dos seriados Adventures of Captain Marvel (denominado Return of Captain Marvel) e Captain America (denominado Return of Captain America), além do lançamento de Commando Cody: Sky Marshal of the Universe, na verdade originalmente feito para ser série de televisão, mas que acabou sendo lançado inicialmente como seriado.
Foi filmado entre 24 de março e 13 de abril de 1953, e foi a produção nº 1936.

### Dublês
- George DeNormand
- Fred Graham
- Carey Loftin
- Dale Van Sickel
- Joe Yrigoyen

## Lançamento

### Cinemas
O lançamento oficial de Canadian Mounties vs. Atomic Invaders é8 de julho de 1953, porém essa é a data da disponibilização do 6º capítulo. Foi seguido pelo relançamento de Captain America, reintitulado Return of Captain America, ao invés de um novo seriado. O próximo seriado original lançado pela Republic seria Trader Tom of the China Seas, em 1954.

### Televisão
Canadian Mounties vs. Atomic Invaders foi um dos 26 seriados da Republic a ser relançado como filme de televisão, em 1966, sob o título de Missile Base at Taniak, numa versão editada com 100 minutos.

### Brasil
De acordo com o Diário Oficial da União de 6 de agosto de 1955, o seriado, sob o título Invasores Diabólicos, passou pela censura brasileira em 1955, sendo portanto considerada essa a data de estreia no país.

## Capítulos
1. Arctic Intrigue (20 min 00s)
2. Murder or Accident? (13 min 20s)
3. Fangs of Death (13 min 20s)
4. Underground Inferno (13 min 20s)
5. Pursuit to Destruction (13 min 20s)
6. The Boat Trap (13 min 20s)
7. Flame Versus Gun (13 min 20s)
8. Highway of Horror (13 min 20s)
9. Doomed Cargo (13 min 20s)
10. Human Quarry (13 min 20s)
11. Mechanical Homicide (13 min 20s)
12. Cavern of Revenge (13 min 20s)

Fonte:

## Cliffhangers

### Cliffhangers
1. Arctic Intrigue: Beck soterra Don e Kay em uma avalanche.
2. Murder or Accident?: Don é atraído para uma armadilha e cai em um poço oculto.
3. Fangs of Death: Beck deixa Don inconsciente e comanda seu cão para matá-lo.
4. Underground Inferno: Don está preso em uma caverna cheia de munição que explode.
5. Pursuit to Destruction: Em uma perseguição de carro, o pneu de Don se solta e ele vai para um penhasco.
6. The Boat Trap: Enquanto interceptando um barco, a polícia montada fica sob ataque de granadas lançadas por Beck.
7. Flame Versus Gun: Beck atira em Don com um rifle, derrubando-o de um penhasco.
8. Highway of Horror: Kay fica inconsciente em um carro, que cai e explode.
9. Doomed Cargo: Don está num barco que vai contra as rochas.
10. Human Quarry: Don é pego em uma armadilha para ursos e tenta escapar.
11. Mechanical Homicide: Marlof rola o carro sobre a rocha que Don está usando para se esconder, enviando tudo para um penhasco.

### Soluções
1. Murder or Accident?: Don e Kay sobrevivem à avalanche.
2. Fangs of Death: Don agarra uma raiz e sobe.
3. Underground Inferno: Kay dispersa a matilha de cães com tiros.
4. Pursuit to Destruction: Don corre para fora da caverna a tempo de se salvar.
5. The Boat Trap: Don salta do carro antes que ele caia.
6. Flame Versus Gun: A polícia montada salta ao mar antes da explosão do barco.
7. Highway of Horror: Don cai em um rio e se salva.
8. Doomed Cargo: Don emparelha com o carro e resgata Kay.
9. Human Quarry: Don salta no mar antes de o barco bater.
10. Mechanical Homicide: Don desarma a armadilha com um pedaço de lenha e Kay o liberta.
11. Cavern of Revenge : Don mergulha com segurança em um rio que passa abaixo.